# Genre épistolaire

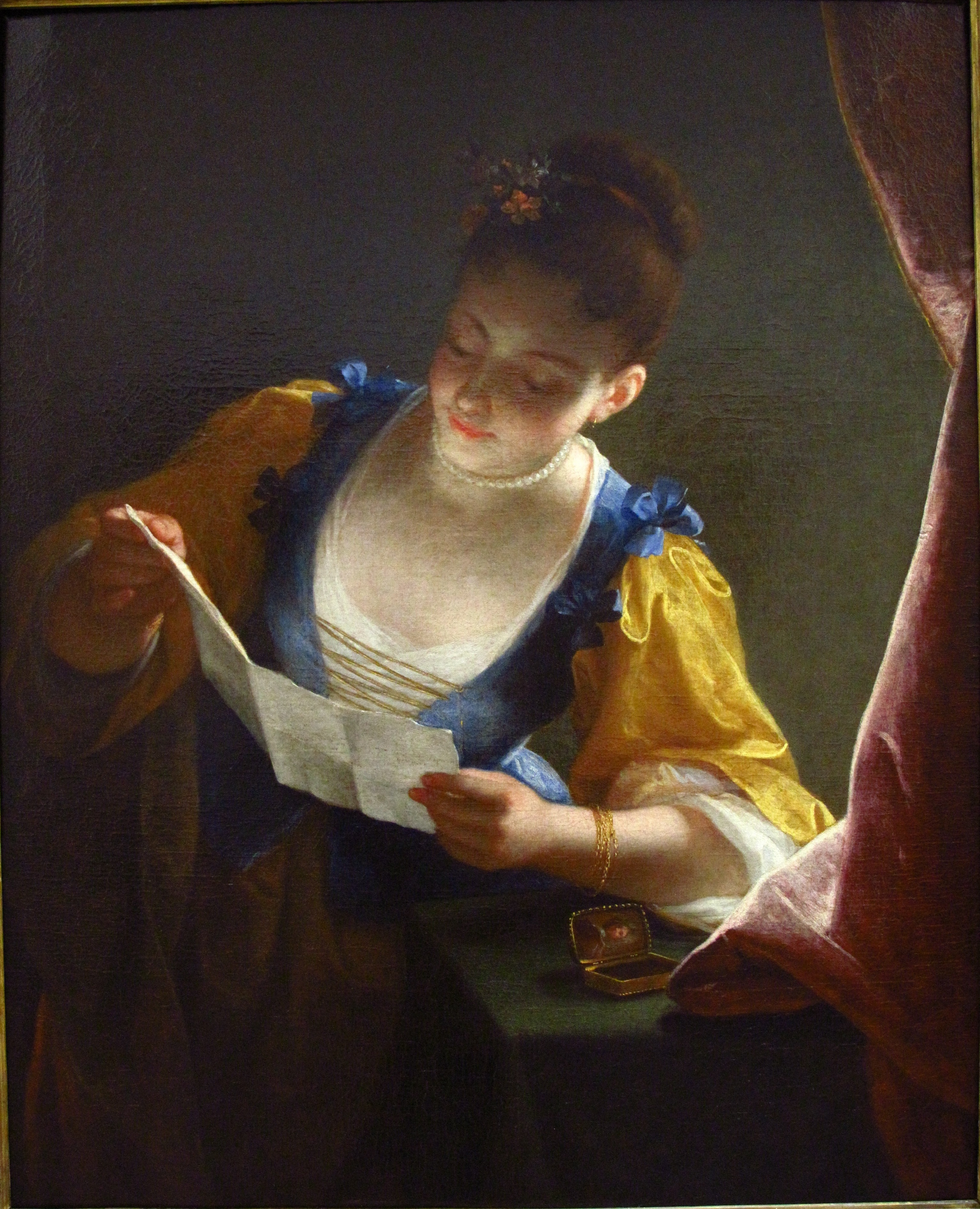
Jean Raoux - La Liseuse

Le genre épistolaire est un genre littéraire formel composé par une correspondance ou un échange de correspondances. Dans le cas du roman épistolaire cette correspondance est fictive, ou présentée comme telle. Le terme s'applique aux œuvres qui ont une unité thématique, à l'exclusion des publications de correspondances sélectives ou exhaustives dont la seule unité est celle des auteurs des missives.
L'expression est également utilisée pour l'art épistolaire ; technique de composition d'une missive.
Les correspondances réelles permettent de donner des informations sur les aspects historiques, politiques et littéraires.

## Un genre très ancien
Les plus anciens ouvrages épistolaires datent de l'Antiquité gréco-latine et forment dès cette époque un genre propre se déclinant sous deux formes ; le recueil de missives réel ou fictif, et l'adresse à un correspondant réel ou fictif. « Réel » et « fictif » s'entendant ici pour ce qui concerne la réalité de la correspondance ou du correspondant, et non le caractère réel ou fictif du récit.
Les Épîtres du Nouveau Testament chrétien, et principalement ceux attribués à Paul de Tarse (les Épîtres pauliniennes) sont un cas connu d'ensemble antique ressortant du genre épistolaire, où la réunion de ces écrits a une unité thématique forte et constitue la base du corps de doctrine chrétien originel.
Au XVIIIe siècle, la lettre est une forme dominante de l'écriture, car les correspondances se multiplient et le roman épistolaire est un genre très prisé. Après avoir atteint son apogée à la fin du siècle des Lumières, autour des années 1780, on assiste à une lente dérive du genre épistolaire.
En 1880, le romancier Jules Claretie déplore que l'usage des dépêches télégraphiques et l'installation des téléphones amène à la perte de l'art épistolaire, cette « causerie la plume à la main ».

## Réalité et fiction
On peut diviser ce genre en deux groupes ; les correspondances réelles et les correspondances fictives. Pour les époques les plus anciennes, le partage n'est pas toujours évident, pour la littérature moderne et contemporaine il est en général plus clair, les cas de correspondance fictive formant un genre en soi ; quand Paul Scarron compose son Épître chagrine, il ne fait pas mystère du caractère fictif de l'ouvrage, à l'époque, ce genre d'épîtres se différencie peu du genre de la satire (sous-titre de l'ouvrage de Scarron). En contraste, la correspondance de la marquise de Sévigné à sa fille rend compte d'un échange épistolaire réel, même s'il y eut un retravail.
Un cas limite est Les Lettres persanes de Montesquieu, qui est fondamentalement un roman épistolaire (correspondance fictive entre personnages fictifs) comparable aux Liaisons dangereuses de Choderlos de Laclos, mais à but moral, comme l'épître satirique en vogue à l'époque de Scarron et Boileau, ou les divers épîtres des philosophes du siècle des lumières, au premier chef Voltaire et Diderot.

## Ouvrages
Les ouvrages du genre épistolaire (la correspondance est supposée réelle) sont composés de diverses manières :
1. Les correspondants supposés ou, le plus souvent, l'un d'eux seulement, composent l'ouvrage ;
2. Il peut s'agir d'un recueil fait par des tiers, le plus souvent posthume. Tantôt il s'agit d'un échange de lettres entre deux personnes ou plus, tantôt on ne retient que les missives d'un des correspondants.

L'unité thématique est elle aussi variée ; il peut s'agir d'une unité de fond (le sujet), de thème (le domaine concerné), de chronologie, de ton… Le plus souvent plusieurs de ces cas d'unité se retrouvent.

## Nouvelles formes
Avec l'avènement du numérique, de nouvelles formes d'art épistolaire voient le jour. On peut citer la publication de commentaires de blog (Pierre Assouline, Brèves de blog, Les Arènes, 2008), où l'échange écrit sort de son cadre bilatéral classique. Ou des romans épistolaires fondés sur l'échange de courriels, qui donnent un rythme nouveau à la correspondance, et en élargissent le champ géographique (Kim Thuy, Pascal Janovjak, À Toi, Liana Lévy, 2011).
La correspondance écrite n’a pas seulement une fonction littéraire ou sociale, mais peut aussi être utilisée comme un outil thérapeutique. Une étude de 2025 a montré que l’écriture épistolaire pouvait aider des femmes victimes de violences sexuelles à exprimer et à surmonter leur traumatisme.